# باشگاه فوتبال رجانا
باشگاه فوتبال رجانا (ایتالیایی: A.C. Reggiana 1919) یک باشگاه فوتبال ایتالیایی در رجو نل امیلیا است.
این باشگاه در حال حاضر در لیگ لیگا پرو بازی می‌کند.